# Primer día de clases (álbum)
Primer día de clases es el álbum de estudio debut del cantante y rapero puertorriqueño Mora. Fue lanzado el 5 de febrero de 2021 a través del sello discográfico Rimas Entertainment. Cuenta con las colaboraciones de Juliito, Lunay, Jhay Cortez, Omy De Oro, Mariah Angeliq, Arcángel y Farruko.

## Sencillos
El álbum abarcó seis sencillos: «No digas nada», lanzado como el primero, el 8 de mayo de 2020, y cuenta con la colaboración de Farruko, el cantante puertorriqueño. El segundo sencillo es una remezcla de «Pégate» que cuenta con la colaboración del cantante puertorriqueño Jhay Cortez. Fue lanzado el 15 de octubre de 2020. El tercer sencillo «Cuando será» que cuenta con la colaboración del cantante puertorriqueño Lunay, se lanzó el mismo día que el álbum, el 5 de febrero de 2021. El 17 de febrero de 2021 se lanzó un cuarto sencillo titulado «Tuyo». El 5 de marzo de 2021, un mes después del lanzamiento del álbum, se lanzó «La receta» que cuenta con la colaboración del cantante Juliito.

## Lista de canciones
| Lista de canciones de Primer día de clases |                                     |                                                                          |                                                |          |  |
| N.º                                        | Título                              | Escritor(es)                                                             | Productor(es)                                  | Duración |  |
| 1.                                         | «Primer día de clases»              | Gabriel Armando Mora Quintero                                            | Elikai • Súbelo NEO                            | 2:27     |  |
| 2.                                         | «La receta» (junto a Juliito)       | Juliito • Gabriel Armando Mora Quintero                                  | Smashdavid                                     | 3:53     |  |
| 3.                                         | «Tuyo»                              | Gabriel Armando Mora Quintero                                            | Taiko                                          | 4:30     |  |
| 4.                                         | «Cuando será» (junto a Lunay)       | Gabriel Armando Mora Quintero • Jefnier Osorio Moreno                    | Neneto • Súbelo NEO                            | 2:56     |  |
| 5.                                         | «Volando»                           | Gabriel Armando Mora Quintero                                            | Sky Rompiendo • Lou Xtwo                       | 3:09     |  |
| 6.                                         | «512» (junto a Jhayco)              | Gabriel Armando Mora Quintero • Jesús Manuel Nieves Cortés y Ryan Hansen | Taiko, Ron Llano y Eidan Nieves                | 3:14     |  |
| 7.                                         | «La carita»                         | Gabriel Armando Mora Quintero                                            | Elikai • Súbelo NEO                            | 3:12     |  |
| 8.                                         | «Que tú dice?» (junto a Omy De Oro) | Denis Omar Aponte • Gabriel Armando Mora Quintero                        | Foreign Teck • Cash Money Ap • Hajrudin Džudža | 3:43     |  |
| 9.                                         | «Te conocí perriando»               | Gabriel Armando Mora Quintero                                            | Súbelo NEO • Yo Harry                          | 3:11     |  |
| 10.                                        | «Afuego» (junto a Mariah Angeliq)   | Mariah Angeliq • Gabriel Armando Mora Quintero                           | Súbelo NEO                                     | 3:13     |  |
| 11.                                        | «Vacío»                             | Gabriel Armando Mora Quintero                                            | Young Martino • Súbelo NEO                     | 3:29     |  |
| 12.                                        | «Fin del mundo»                     | Gabriel Armando Mora Quintero                                            | Came Beats • Súbelo NEO                        | 3:41     |  |
| 13.                                        | «En un avión» (junto a Arcángel)    | Austin Agustín Santos • Gabriel Armando Mora Quintero • Cromo X          | Lanalizer                                      | 3:41     |  |
| 14.                                        | «Desaparecer»                       | Gabriel Armando Mora Quintero                                            | Súbelo NEO • Da track4mer                      | 2:46     |  |
| 15.                                        | «No digas nada» (junto a Farruko)   | Gabriel Armando Mora Quintero • Carlos Efrén Reyes                       | Súbelo NEO                                     | 3:01     |  |
| 16.                                        | «Pégate (Remix)» (junto a Jhayco)   | Gabriel Armando Mora Quintero • Jesús Manuel Nieves Cortés               | Súbelo NEO                                     | 3:25     |  |
| 53:31                                      |                                     |                                                                          |                                                |          |  |